# Sahaba non arabi
I Sahaba non arabi (ossia gli individui non arabi convertitisi all'Islam e contemporanei del profeta Maometto) furono i seguenti.

## Abissini (Habasha)
- Abu Hurayra
- Zayd ibn Haritha
- Umm Ayman
- Bilal ibn Ribah
- Wahshī ibn Harb
- al-Nahdia
- Lubayna
- Umm Ubays
- Zunayra al-Rumiyya

## Comoriani
- Fey Bedja Mwamba
- Mtswa Mwandze

## Copti (Egitto)
- Marya al-Qibtiyya
- Sirin bint Sham'un

## Greci
- Suhayb al-Rumi

## Ebrei
- 'Abd Allah ibn Salam
- Safiyya bint Huyayy
- Rayhana bint Zayd

## Curdi
- Jaban Sahabi

## Pashtun
- Qays Abdur Rashid (o 'Imru l-Qays Khan)

## Persiani
- Salman al-Farsi
- Fayruz al-Daylami
- Munabbih ibn Kamil
- Salim Mawla Abu Hudhayfa

## Tamil Chera
- Cheraman Perumal

## Etnia sconosciuta
- Addas